# Love and Fall
Love and Fall é o primeiro álbum de estúdio do rapper e compositor sul-coreano Bobby, atual integrante do iKON. Foi lançado em 14 de setembro de 2017 pela YG Entertainment. Ele é composto por dez faixas totais, incluindo os singles "사랑해 (I Love You)" e "Runway".

## Lista de faixas
| N.º            | Título                                            | Letras         | Música                  | Arranjo           | Duração |  |
| 1.             | "사랑해 (I Love You)"                             | Bobby          | Bobby Kang Uk-jin Diggy | Kang Uk-jin Diggy | 3:30    |  |
| 2.             | "Runaway"                                         | Bobby          | Bobby Choice37          | Choice37          | 3:43    |  |
| 3.             | "다른 세상 사람 (Alien)" (Different Earth People) | Bobby          | Bobby Millenium         | Millenium         | 3:14    |  |
| 4.             | "텐데 (I Would)" (Tendae)                         | Bobby          | Bobby Millenium         | Millenium         | 3:36    |  |
| 5.             | "Up" (part. Mino)                                 | Bobby Mino     | Bobby Mino Choice37     | Choice37          | 4:10    |  |
| 6.             | "Secret" (part. DK e Katie)                       | Bobby DK       | Bobby Millenium         | Millenium         | 3:36    |  |
| 7.             | "In Love"                                         | Bobby          | Bobby Choice37          | Choice37          | 3:36    |  |
| 8.             | "수영해 (Swim)"                                   | Bobby          | Bobby Millenium         | Millenium         | 4:01    |  |
| 9.             | "Firework"                                        | Bobby          | Bobby Kang Uk-jin       | Kang Uk-jin       | 3:46    |  |
| 10.            | "내게 기대 (Lean On Me)"                          | Bobby          | Bobby Choice37          | Choice37          | 3:46    |  |
| Duração total: | Duração total:                                    | Duração total: | Duração total:          | Duração total:    | 36:55   |  |

## Desempenho nas paradas musicais
| Parada (2017)              | Melhor posição |
| -------------------------- | -------------- |
| Coreia do Sul Gaon         | 4              |
| Estados Unidos (Billboard) | 2              |
| França (SNEP)              | 113            |
| Japão (Oricon)             | 39             |
| Taiwan (FIVE-Music)        | 7              |

## Vendas
| Região               | Vendas  |
| -------------------- | ------- |
| Coreia do Sul (Gaon) | 25,983+ |
| Japão (Oricon)       | 1,535+  |

## Histórico de lançamento
| Região        | Data                   | Formato              | Gravadora |
| ------------- | ---------------------- | -------------------- | --------- |
| Coreia do Sul | 14 de setembro de 2017 | CD, download digital | Avex Trax |
| Mundialmente  | 14 de setembro de 2017 | Download digital     | Avex Trax |